# Aşağıbalcılar, Bitlis
Aşağıbalcılar là một xã thuộc thành phố Bitlis, tỉnh Bitlis, Thổ Nhĩ Kỳ.